# 林畔站
林畔站（丹麥語：Skovbrynet Station）是哈勒森林铁路的一个中途站，现属哥本哈根市郊铁路网络。位于丹麦首都大区格萊薩克瑟市鎮。 1930年10月1日启用，1977年9月25日引入哥本哈根市郊铁路。

## 外部連結
- 丹麦国家铁路官网对本站的介绍 （页面存档备份，存于）（丹麦语）